# Takao Suzuki
Takao Suzuki (japanisch 鈴木貴男 Suzuki Takao; * 20. September 1976 in Sapporo) ist ein japanischer Tennisspieler.

## Leben und Karriere
Suzuki war während seiner Karriere vor allem auf der ATP Challenger Tour sehr erfolgreich. So gewann er insgesamt 25 Titel, davon 16 im Einzel sowie 9 weitere im Doppel. Damit war er zusammen mit Lu Yen-hsun, der ebenfalls 16 Challenger-Einzeltitel gewinnen konnte (hat mittlerweile 29), Rekordhalter in dieser Kategorie. Auf der World Tour feierte er 2005 mit seinem Sieg in der Doppelkonkurrenz beim Heimturnier in Tokio seinen größten Erfolg. Gemeinsam mit Satoshi Iwabuchi besiegte er im Finale Simon Aspelin und Todd Perry in zwei Sätzen. Bei Grand-Slam-Turnieren erreichte er bei den Australian Open 2005 und 2003 in Wimbledon jeweils die zweite Runde im Einzel. Insgesamt zweimal nahm er an den Australian Open in der Doppelkonkurrenz teil und erreichte 2005 das Achtelfinale.
Bei den Olympischen Spielen 1996 in Atlanta nahm Suzuki für die japanische Mannschaft an der Doppelkonkurrenz teil. Auch hier spielte er bereits gemeinsam mit Satoshi Iwabuchi, mit dem er in der ersten Runde die Venezolaner Juan Carlos Bianchi und Nicolás Pereira knapp in drei Sätzen bezwang. Im Achtelfinale unterlagen sie jedoch ebenso knapp den Spaniern Sergi Bruguera und Tomás Carbonell.
Ab 1995 spielt Suzuki für die japanische Davis-Cup-Mannschaft. Mit aktuell 41 gewonnenen Partien und 31 gespielte Begegnungen ist Suzuki nicht nur der erfolgreichste Spieler der japanischen Davis-Cup-Geschichte, sondern gleichzeitig auch Rekordspieler seines Landes.

## Erfolge
| Legende (Anzahl der Siege)  |
| Grand Slam                  |
| ATP World Tour Finals       |
| ATP World Tour Masters 1000 |
| ATP World Tour 500 (1)      |
| ATP World Tour 250          |
| ATP Challenger Tour (25)    |

### Einzel

#### Turniersiege
| Nr. | Datum             | Turnier           | Belag       | Finalgegner       | Ergebnis        |
| --- | ----------------- | ----------------- | ----------- | ----------------- | --------------- |
| 1.  | 29. November 1997 | Mumbai            | Hartplatz   | Barry Cowan       | 6:1, 6:0        |
| 2.  | 5. Juli 1998      | Denver            | Hartplatz   | Justin Bower      | 6:3, 4:6, 6:4   |
| 3.  | 12. Juli 1998     | Granby (1)        | Hartplatz   | David Caldwell    | 7:6, 6:3        |
| 4.  | 16. August 1998   | Binghamton (1)    | Hartplatz   | Diego Nargiso     | 5:2 aufg.       |
| 5.  | 16. Juli 2000     | Granby (2)        | Hartplatz   | Cecil Mamiit      | 6:4, 6:3        |
| 6.  | 30. Juli 2000     | Winnetka          | Hartplatz   | Yoon Yong-il      | 6:2, 6:4        |
| 7.  | 6. August 2000    | Lexington         | Hartplatz   | Justin Gimelstob  | 2:1 aufg.       |
| 8.  | 13. August 2000   | Binghamton (2)    | Hartplatz   | Yoon Yong-il      | 6:1, 6:4        |
| 9.  | 4. November 2001  | Yokohama (1)      | Teppich (i) | Gōichi Motomura   | 6:2, 6:75, 7:64 |
| 10. | 3. März 2002      | Ho-Chi-Minh-Stadt | Hartplatz   | Mario Ančić       | 6:4, 6:3        |
| 11. | 10. März 2002     | Kyōto (1)         | Teppich (i) | Mario Ančić       | 6:74, 6:2, 6:2  |
| 12. | 17. März 2002     | Osaka             | Hartplatz   | Björn Phau        | 5:7, 6:2, 7:64  |
| 13. | 25. Juli 2004     | Campos do Jordão  | Hartplatz   | Giovanni Lapentti | 6:4, 6:3        |
| 14. | 11. März 2007     | Kyōto (2)         | Teppich (i) | Dieter Kindlmann  | 2:6, 7:5, 6:1   |
| 15. | 29. Juli 2007     | Granby (3)        | Hartplatz   | Lu Yen-hsun       | 6:4, 6:4        |
| 16. | 22. November 2009 | Yokohama (2)      | Hartplatz   | Martin Fischer    | 6:4, 7:65       |

### Doppel

#### Turniersiege

##### ATP World Tour
| Nr. | Datum          | Turnier | Belag     | Partner          | Finalgegner              | Ergebnis    |
| --- | -------------- | ------- | --------- | ---------------- | ------------------------ | ----------- |
| 1.  | 8. August 2005 | Tokio   | Hartplatz | Satoshi Iwabuchi | Simon Aspelin Todd Perry | 5:43, 5:413 |

##### ATP Challenger Tour
| Nr. | Datum             | Turnier           | Belag       | Partner            | Finalgegner                             | Ergebnis       |
| --- | ----------------- | ----------------- | ----------- | ------------------ | --------------------------------------- | -------------- |
| 1.  | 14. April 1996    | Nagoya            | Hartplatz   | Satoshi Iwabuchi   | Ben Ellwood Peter Tramacchi             | 7:6, 7:6       |
| 2.  | 15. März 1998     | Kyōto             | Teppich (i) | Kevin Ullyett      | Óscar Ortiz Maurice Ruah                | 4:6, 6:1, 6:4  |
| 3.  | 12. Juli 1998     | Granby            | Hartplatz   | Gōichi Motomura    | Bobby Kokavec Frédéric Niemeyer         | 7:6, 6:1       |
| 4.  | 23. August 1998   | Bronx             | Hartplatz   | Jared Palmer       | Ota Fukárek Gabriel Trifu               | 6:1, 6:2       |
| 5.  | 7. November 1999  | Aachen            | Teppich (i) | Lars Burgsmüller   | Juan Ignacio Carrasco Jairo Velasco Jr. | 7:6, 6:4       |
| 6.  | 25. Februar 2001  | Ho-Chi-Minh-Stadt | Hartplatz   | Eric Taino         | Filippo Messori Vincenzo Santopadre     | 7:67, 2:6, 6:4 |
| 7.  | 4. November 2001  | Yokohama          | Teppich (i) | Mitsuru Takada     | Marco Chiudinelli Sebastian Jäger       | 6:3, 6:4       |
| 8.  | 27. Juli 2003     | Lexington         | Hartplatz   | Jonathan Erlich    | Matías Boeker Travis Parrott            | 6:4, 6:1       |
| 9.  | 30. November 2003 | Mailand           | Teppich (i) | Davide Sanguinetti | Mariusz Fyrstenberg Marcin Matkowski    | 6:4, 7:5       |